# يوشيوكي ايواموتو
يوشيوكي ايواموتو (باليابانية: 岩本義行؛ بالكانا: いわもと よしゆき) هو لاعب كرة قاعدة ياباني، ولد في 11 مارس 1912 في ميوشي في اليابان، وتوفي في 26 سبتمبر 2008.

## وصلات خارجية
- يوشيوكي ايواموتو على موقع الدوري الياباني لكرة القاعدة (الإنجليزية)
- يوشيوكي ايواموتو على موقعبيزبول رفرنس.كوم (الدوري الثانوي) (الإنجليزية)